# Липшиц, Елена Эммануиловна
Еле́на Эммануи́ловна Ли́пшиц (9 мая 1901, Киев, Российская империя — 22 апреля 1990) — советский историк-византинист, один из основателей журнала «Византийский временник» и постоянный член его редакционной коллегии. Доктор исторических наук.

## Биография
Родилась в семье служащего, среднее образование получила в Киевском женском коммерческом училище, высшее - в Киевском археологическом институте (1922-23), затем в Государственном институте истории искусств (1925—1930). В юности обучалась игре на фортепиано у известного педагога Ф. М. Блуменфельда. В 1935 году окончила аспирантуру ГАИМК. В 1936 году защищённая ею кандидатская диссертация «Земледельческий закон и сельскохозяйственная община в Византии в VI—VIII вв.» стала первой защищённой диссертацией по византинистике в Ленинграде после революции. С 1938 года работала в Ленинградском отделении истории АН СССР.
Круг научных интересов Е. Э. Липшиц включал социально-экономическую историю Византии, историю византийской культуры и права, отношения со славянскими народами. Известность ей принесли труды по внутренней истории Византии VIII—IX веков, включающих вышедшую в 1961 году монографию «Очерки истории византийского общества и культуры (VIII — первая половина IX в.)». Значительное внимание она также уделила вопросам византийского права.
В переводе Е. Э. Липшиц вышли Податной устав (1951), сельскохозяйственная энциклопедия Геопоники (1960) и Эклога (1965).
Скончалась в Ленинграде
Урна с прахом захоронена в колумбарии Санкт-Петербургского крематория.

## Основные труды
- Сборник документов по социально-экономической истории Византии / Е. А. Косминский. — М., 1951.
- Липшиц Е. Э. Очерки истории византийского общества и культуры (VIII — первая половина IX в.). — М.—Л., 1961.
- Липшиц Е. Э. Право и суд в Византии IV—VIII вв.. — Л., 1976.
- Липшиц Е. Э. Законодательство и юриспруденция в Византии IX—XI вв.: Историко-юридические этюды. — Л., 1981.